# Cracker
En cracker er typisk en person, som begår It-kriminalitet f.eks. ved ulovligt at bryde ind i computersystemer via Internettet, telefonnettet eller på anden måde. Udtrykket bruges også om en person der bryder kopibeskyttelsen på kopibeskyttet proprietært software, så det (ulovligt) kan kopieres. Det er her primært distributionen af den kopierede software der er ulovlig. Det er nemlig lidt af en gråzone, idet selve det at udvikle teknikken til omgåelse af kopibeskyttelsen, ikke nødvendigvis er ulovlig. Derfor bevæger det sig tilsyneladende ind på hackerens område; men her må vi se på intentionen.  Hvis intentionen er at begå kriminalitet eller bistå kriminelle, må det strengt taget høre ind under crackning.
Et eksempel på crackere kan være personer der fremstiller programmer, der kan generere såkaldte CD-keys, som skal bruges for at installere mange programmer fra en CD-ROM eller DVD-ROM. Mange firmaer beskytter deres programmer med sådanne koder, der følger med de lovlige kopier af programmerne, og skal indtastes når programmet skal installeres på køberens computer. En måde at beskytte sig imod ulovligt genererede CD-keys kan være at ændre grupperingen af tegnene i koden, når der udgives nye versioner af programmerne. Hvis der skal være 25 tegn i koden, kan man fx vælge at gruppere tegnene i 4 grupper på 5 tegn i én version, og 5 grupper på 4 tegn i en anden.
Ordet cracker blev formodentlig først for alvor taget i brug, efter filmen WarGames (premiere i USA d. 3 .juni 1983; dansk premiere 7. oktober 1983) som fik pressen til at adoptere udtrykket hacker som en betegnelse for en IT-kriminel.  Ideen med ordet cracker var at give pressen et nyt udtryk, der dækkede over IT-kriminelle, så hackerne ikke blev mistænkeliggjort.  Indtil videre er det dog kun lykkedes med moderat succes, store dele af pressen bruger stadig ordet hacker i betydningen cracker. Nogle foretrækker af samme grund at bruge ordet hacker om en cracker der bryder ind i andre computersystemer ulovligt. I Danmark blev risikoen for kriminelle indbrud i computersystemer og ødelæggelse af bevaringsværdige data formentlig tidligst nævnt i artiklen "Fiche & Chips - eller den trykte bog"  af Poul Steen Larsen (i: Festskrift til Preben Kirkegaard. København: Danmarks Biblioteksskole. (Januar) 1983; s. 182-96) 